# Schizonycha discocalcarata
Schizonycha discocalcarata är en skalbaggsart som beskrevs av Gridelli 1939. Schizonycha discocalcarata ingår i släktet Schizonycha och familjen Melolonthidae. Inga underarter finns listade i Catalogue of Life.